# 白龙塘镇
白龙塘镇，是中华人民共和国陕西省汉中市西乡县下辖的一个乡镇级行政单位。
2015年，陕西省民政厅批复同意将白龙塘镇罗家院村划归子午镇。

## 行政区划
白龙塘镇下辖以下地区：
龙王沟村、朱家垭村、贯溪村、白家坝村、上庵村、何家山村、沈家坪村、刘院村、丰宁村、沈河村、中坝村、响洞村、遇缘村、田禾村、碾子沟村、仁义村和白火村。